# Yasuke -ヤスケ-
『Yasuke -ヤスケ-』は、オリジナルアニメ作品。2021年4月29日よりNetflixにて全世界独占配信された。
16世紀日本の戦国時代をモチーフにしたアフリカ人をモデルとした主人公の、ロボットやビーム、異能力が乱れ飛ぶSFファンタジー時代劇。
原案・製作総指揮・監督は、前作『キャノン・バスターズ』に続き2作目のNetflixオリジナルアニメシリーズを手掛けたラション・トーマスが務める主人公のヤスケを第93回アカデミー賞で助演男優賞にノミネートされた俳優のラキース・スタンフィールドが演じ、プロデュースしたサンダーキャットがグラミー賞を獲得し、自身もノミネーションされた経験を持つフライング・ロータスが音楽で参加している。
来栖良夫の小説『くろ助』に描かれた絵に好奇心を刺激されたラション・トーマスが企画し、3年の製作期間をかけて完成した。
フライング・ロータスは、劇伴や主題歌だけでなく、製作総指揮や脚本にも名前を連ね、作品に深く関わっている。
サウンドトラックのストリーミングとデジタル配信は2021年4月30日よりスタートし、6月18日にはボーナス・トラックを追加収録した国内盤CD、9月24日には輸入盤LPとCDがリリースされた。オープニングテーマでヴォーカルを務めたサンダーキャットは、ベーシストとしてもサントラに参加している。

## あらすじ
舞台はメカと魔法の入り交じる群雄割拠の戦国時代。戦いの日々を経て一度は隠居の身となった史上最強の浪人ヤスケだったが、身を寄せていた村が血に飢えた武将たちの争いの場となる。ヤスケは、謎の力を持つ少女・咲希を闇の力から守るため、再び刀を手に取り立ちあがる。

## 登場人物
ヤスケ
声 - 副島淳（日本語）/ ラキース・スタンフィールド（英語）
織田信長に武士として仕えたアフリカ人。本能寺の変の後は浪人となり、船頭として細々と生計を立てていた。咲希と出会い、彼女を守るために再び戦いへと身を投じていく。
織田信長
声 - 平岳大（日本語）/ （英語）
戦国時代の大名。前衛的な考えの持ち主で、ヤスケを気に入り、家臣として自身のもとへと招き入れた。
咲希
声 - 田村嬉子（日本語）/ マヤ・タニダ（英語）
謎の力を持つ少女。ヤスケが住む村で母親と暮らしていたが、眠っていた力が目覚めたことで、闇の勢力から追われることとなる。
闇の大名
声 - 榊原良子（日本語）/ エイミー・ヒル（英語）
恐ろしい力を操る闇の勢力の首領。
夏丸
声 - 占部房子（日本語）/ ミン・ナ（英語）
ヤスケと共に織田信長に仕えていた女武芸者。
アブラハム
声 - 牛山茂（日本語）/ ダン・ドノヒュー（英語）
咲希を狙う神父。
守助
声 - 神尾佑（日本語）/ ポール・ナカウチ（英語）
ヤスケと共に織田信長に仕えていた武士。
イシカワ
声 - 喜多村英梨（日本語）/ ディア・フランプトン（英語）
アブラハムに雇われた傭兵軍団の一人。
アチョウジャ
声 - 北村謙次（日本語）/ ウィリアム・クリストファー・スティーヴンス（英語）
アブラハムに雇われた傭兵軍団の一人。
ハルト
声 - 窪塚俊介（日本語）/ ダレン・クリス（英語）
アブラハムに雇われた傭兵軍団の一人。
ニキータ
声 - 七海ひろき（日本語）/ ジュリー・マーカス（英語）
アブラハムに雇われた傭兵軍団の一人。
一華
声 - 田中理恵（日本語）/ グウェンドリン・ヨー（英語）
咲希の母親。

## スタッフ
- 原案・監督 - ラション・トーマス
- キャラクターデザイン - 小池健
- チーフアニメーター - 岩瀧智
- 演出チーフ  - 佐藤威
- サブキャラクターデザイン - 嶋謙一
- 音楽 - フライング・ロータス
- 世界観設計・美術設定 - 西田稔
- 美術監督 - 東潤一
- 色彩設計 - 佐々木梓
- 3DCGディレクター - 野本郁紀
- 撮影監督 - 朴孝圭
- 編集 - 武宮むつみ
- 製作総指揮 - ラション・トーマス、フライング・ロータス
- 制作 - MAPPA

## 漫画
奥西敏史によるコミカライズ版が小学館『月刊!スピリッツ』にて2021年9月号から2022年9月号まで連載までされた後、ビッグコミックスで単行本化された。
- Netflix（原作）・ラション・トーマス（企画）・奥西敏史（漫画）『YASUKE』（小学館ビッグコミックス） - 全2巻